# ان توماس کالاهان
ان توماس کالاهان (انگلیسی: Ann Thomas Callahan؛ زادهٔ ۱۹۳۵ میلادی) یک پرستار کانادایی از تبار بومیان اولیهٔ کری است.
وی در یک منطقهٔ حفاظت شده سرخپوستان در ساسکاچوان به دنیا آمد و در سن ۴ سالگی، لقب معنوی «واپیکیسیو پیه‌سیس» (زن پرندهٔ سپید اندام) را به او دادند.
او یکی از نخستین زنان بومی کانادا بود که از «بیمارستان عمومی وینیپگ» در رشتهٔ پرستاری در سال ۱۹۵۸ میلادی فارغ‌التحصیل شد. وی تا مدتها، سرپرستارِ بخش زنان و زایمان بود تا آنکه در سال ۱۹۷۳ میلادی به سازمان نوبنیان «مراقب‌های مداوم افراد نیازمند» که برای تأمین نیازهای بهداشتی و سلامت چنین افرادی در مرکز وینیپگ برپا شده بود. وی همچنین استاد رشتهٔ پرستاری در «دانشکدهٔ رِد ریور» بود و در سال ۱۹۹۶ بازنشسته شد. وی پس از بازنشستگی مجدداً به دانشگاه رفت و لیسانس روان‌شناسی و و فوق‌لیسانس «مطالعات میان‌رشته‌ای» گرفت.
در سال ۲۰۰۷ میلادی «ساختمان خدمات حیاتی» در «مرکز علوم سلامت» را به نام او نامگذاری کردند که تا آن زمان، بزرگترین پروژهٔ سرمایه‌گذاری حوزه سلامت در تاریخ منیتوبا محسوب می‌شد. وی همچنین یکی از نخستین پایه‌گذاران انجمن پرستاران بومی کانادا (به همراه جین کاتهند گودویل) بود و این انجمن در سال ۲۰۱۴ میلادی «جایزهٔ یک عمر دستاورد» خود را به وی تقدیم کرد.